# Lappula baitenovii
Lappula baitenovii är en strävbladig växtart som beskrevs av G.M. Kudabaeva. Lappula baitenovii ingår i släktet piggfrön, och familjen strävbladiga växter. Inga underarter finns listade i Catalogue of Life.